# Nicholasville
La ville de Nicholasville est le siège du comté de Jessamine, dans l'État du Kentucky, aux États-Unis. Sa population s’élevait à 28 015 habitants lors du recensement de 2010, ce qui en fait la 11e ville de l’État. Nicholasville fait partie de l’agglomération de Lexington.

## Source
- (en) Cet article est partiellement ou en totalité issu de l’article de Wikipédia en anglais intitulé « Nicholasville, Kentucky » (voir la liste des auteurs).